# Binta Pilote
Pour les articles homonymes, voir Fatoumata Diallo.
Binta Pilote, de son vrai nom Fatoumata Binta Diallo, née le 27 décembre 1949 à Labé (Guinée) et morte le 29 avril 2020 à Créteil,,, colonel d’aviation, est la première femme pilote d’hélicoptère d’Afrique noire et pilote personnelle du chef de l'État Ahmed Sekou Touré et de la Première dame Henriette Conté.

## Parcours militaire
Enrôlée dans les forces armées guinéennes en 1971, elle postule pour l'aviation. Elle choisit l'URSS pour sa formation, dans la ville de Tokmak, d'où elle sort commandant de bord.
Elle reçoit son diplôme des mains du général Gervenski, en présence de la presse de Kirguissi.
En 1975, elle revient en Guinée pour intégrer l'équipe de pilotage du président de la République. Elle eut à piloter plusieurs personnalités politiques de la Guinée ainsi que des visiteurs étrangers, tels que le président Omar Bongo et le premier imam de La Mecque en visite officielle en Guinée.

## Députée
Elle a été la plus jeune députée à l'Assemblée nationale de la république de Guinée jusqu'à la mort du président Ahmed Sékou Touré en 1984.

## Prix et reconnaissances
- Chevalier de l'ordre national du Mérite
- Prix AST pour le patriotisme 2021[6].